# バセイン条約 (1802年)

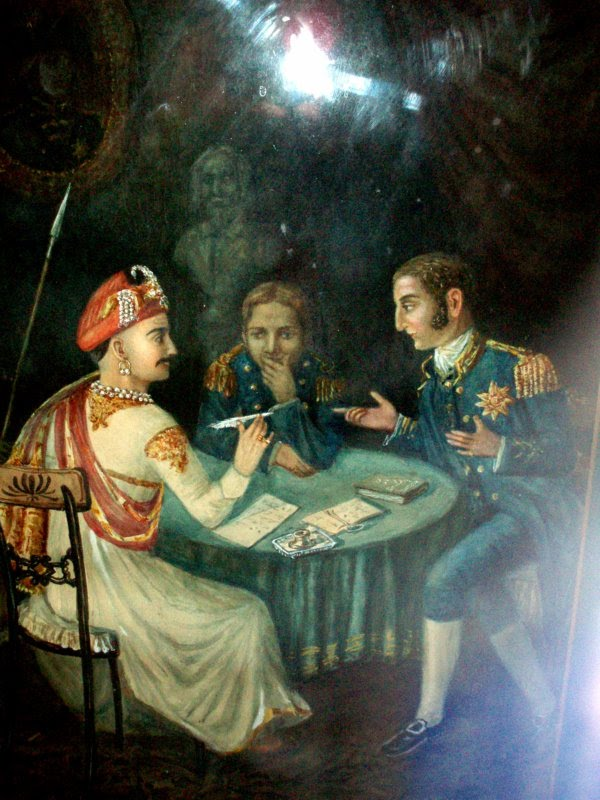
バセイン条約を締結するバージー・ラーオ2世

バセイン条約（バセインじょうやく、英語：Treaty of Bassein）は、1802年12月31日にインドのバセインにおいて、イギリス東インド会社とマラーター王国の宰相バージー・ラーオ2世との間に結ばれた条約。

## 概要
マラーター同盟の内紛で、1802年10月にマラーター王国宰相バージー・ラーオ2世はプネーの戦いでヤシュワント・ラーオ・ホールカルに敗れ、プネーから逃げた（プネーの戦い）。プネーを追われたバージー・ラーオ2世はイギリスの保護を受けることにした。
こうして、同年12月31日の大晦日、ボンベイ近郊のバセインにおいて、イギリスとバージー・ラーオ2世との間にバセイン条約が締結された。この条約ではイギリスはバージー・ラーオ2世がプネーに戻れるように援助する代わり、宰相は外交権を制限する条項にサインさせられた。また、宰相に年額260万ルピー相当するボンベイ周りのマラーター王国領を割譲させた。
この条約により、バージーラーオ2世はイギリスの援助のもと、1803年5月にプネーに帰還した。だが、この条約でマラーター王国領が割譲されたこと、また同盟の内紛にイギリスが介入してきたことは諸侯の不満を買い、第二次マラーター戦争へと繋がった。

## 条項
1. イギリスは6,000人の兵員を永久的にマラーター王国領に駐屯させる
2. 宰相は260万ルピーに相当するマラーター王国領をイギリスに割譲する
3. 宰相はイギリスの了承なしに、他国と条約を結んではならない
4. 宰相はイギリスの了承なしに、他国に宣戦布告してはならない
5. 領土権に関する主張はイギリスの仲裁を通して解決する
6. 宰相はスーラトとヴァドーダラーに対する主権を放棄する
7. 宰相は自身の事業からすべてのヨーロッパ人を除外する
8. 宰相の外交はイギリスとの協議の上で行われる